# جميل الرحمن
الشيخ جميل الرحمن الأفغاني هو رجل دين مسلم كان قد درس في أول نشأته على أحد المشايخ الباكستانيين وهو الشيخ محمد ظاهر وكان حنفياً وماتوريدياً ونقشبندياً، وسمى نفسه بالديوبندي ومع ذلك كان له اهتمام بتوحيد الألوهية فتأثر به الشيخ جميل الرحمن، ولكن كان الشيخ جميل ذكيا ذكاء فائقا، فاستقل بنفسه وطالع كتب شيخي الإسلام أحمد ابن تيمية ومحمد بن عبد الوهاب وكتب أهل السنة فوقع فيه التغيير حتى صار سلفيا
ثم قام بدعوته في أفغانستان في ولاية كنر وأسس جماعة سلفية لاتنبني على أسس حزبية
اسمها «جماعة الدعوة إلى القرآن والسنة»
بدأت الجماعة مسيرتها حاملة لواء الكتاب والسنة بعدما وضع جميل الرحمن النواة عام 1383 هـ وانضم إليها أصحاب الفضيلة العلماء والدعاة لتوعية الأمة الأفغانية لتغيير ما كان فيها من شركيات وبدع كالطواف بالأضرحة والاستغاثة بهم ودعوة غير الله وإقامة المزارات وكذلك الجرائم التي كانت فيهم من قتل وسرقة وبيع المخدرات وغيرها.
فبدأت رحلة الدعوة إلى الله وتوعية المسلمين بأمور دينهم ونشر ما رآه العقيدة الصحيحة في أوساطهم،
وقد ظهرت الإشراقة الأولى للدعوة في ولاية كنر إحدى الولايات الشرقية في أفغانستان والتي هي منشأ الشيخ جميل، فانتشرت فيها أفكاره وأقيمت فيها الحدود وأصبحت إمارة سلفية، ثم اتسعت دائرة الدعوة ووصلت ثمارها إلى ولايات ننجرهار وكندز وقندهار ونورستان وغيرها
فأقيمت الحلقات الدعوية وألقيت المحاضرات الدينية ونظمت دورات تفسير وترجمة معاني القرآن الكريم وذلك قبل قيام الثورة الشيوعية بخمس وعشرين سنة.
وواجه العلماء والدعاة ومن سار في درب الجماعة السلفية كافة العراقيل والأشواك في سبيل الدعوة من قبل أهل البدع والصوفية والشيعة والمرجئة وغيرهم
وكانت الحكومات الأفغانية العميلة للروس تبحث عن شيوخ الجماعة وقادتها في الولايات والوديان والبوادي، لمحاولة منعهم من نشر كلمتهم وإلجامهم، حتى ذاق الكثير منهم تعذيب السجون والزنازن بحجة أنهم «وهابية وأنهم يخربون عقائد المسلمين»
بل حتى أنهم قاموا بنقلهم في السجون من سجن لآخر بحجة أنهم يخربون عقائد المسجونين. 
وبعد أن فجرت الشرارة الأولى للجهاد المسلح في الأفغان ضد الروس الشيوعية من ثغور ولاية كنر حاملا لواءها الشيخ جميل الرحمن
فدعا له العلماء بالنصر وأثنوا عليه وعلى جماعته كالإمام عبد العزيز بن باز والمحدث محمد ناصر الدين الألباني والفقيه محمد بن صالح العثيمين ومحدث اليمن الشيخ مقبل بن هادي الوادعي؛ وكذلك بقية العلماء كالإمام صالح الفوزان، والشيخ عبد المحسن العباد، والشيخ عبد الله العبيلان، والشيخ ربيع المدخلي، والشيخ صالح بن عبد العزيز آل الشيخ وغيرهم من أهل العلم لما كان يحمله من عقيدة سلفية ودعوة على بصيرة، بل إن بعض العلماء قد جاهدوا وسافروا إليه في منطقة كونر في أفغانستان كالشيخ ربيع المدخلي الذي قضى شهراً كاملاً في جبهة الشيخ على الخط الأول من العدو، وكذلك العلامة الشيخ عبد الله بن صالح العبيلان الذي نشر علمه وشرع في الدورات العلمية في علوم العقيدة والتوحيد والحديث والفقه والأصول في عاصمة كونر.

## قول سماحة الوالد العلامة عبد العزيز ابن باز
في رسالة بعث بها سماحته إلى الشيخ جميل الرحمن
" هذا هو طريق الرسل وأتباعهم
السلام عليكم ورحمة الله وبركاته. أما بعد:
فلقد سرني كثيرا وسر كل مسلم عرف ما تقومون به وانشرحت صدورنا بما نسمع عنكم من عمل متواصل، وجهود مشكورة في سبيل إعلاء كلمة الله ومجاهدة أعدائه الكفرة الملاحدة والاهتمام بنشر العلم الشرعي والمعتقد الصحيح ومحاربة البدع والمنكرات فنسأل الله أن يقر أعيننا وأعينكم بظهور دينه ودحر عدوه وأن يجعل العاقبة لعباده المتقين.
ووصيتي هي تقوى الله سبحانه والإخلاص له والصدق معه والثبات على طريق الجهاد والدعوة وحمل لواء العقيدة السلفية ونشر العلم الصحيح المستمد من كتاب الله وسنة رسوله صلى الله عليه وسلم واجتهاد أئمة السلف المبني عليهما فإن هذا هو طريق الرسل وأتباع الرسل، قال تعالى: { قُلْ هَذِهِ سَبِيلِي أَدْعُو إِلَى اللَّهِ عَلَى بَصِيرَةٍ أَنَا وَمَنِ اتَّبَعَنِي وَسُبْحَانَ اللَّهِ وَمَا أَنَا مِنَ الْمُشْرِكِينَ } وقال سبحانه: { وَجَاهِدْهُمْ بِهِ جِهَادًا كَبِيرًا } وقال سبحانه: { وَالسَّابِقُونَ الْأَوَّلُونَ مِنَ الْمُهَاجِرِينَ وَالْأَنْصَارِ وَالَّذِينَ اتَّبَعُوهُمْ بِإِحْسَانٍ رَضِيَ اللَّهُ عَنْهُمْ وَرَضُوا عَنْهُ } الآية، ولا شك أن من سلك هذا السبيل فسيجد من الإيذاء والتضييق من أعداء الله ما وجده رسل الله وأولياؤه وأئمة العلم والدين من أتباعهم على هديهم لكن العاقبة للمتقين إذا تذرعوا بالصبر والثبات وإذا علم الله منهم حسن النية والإخلاص له وأن هدفهم هو إعلاء كلمته ونصر دينه وليس عرضا من الدنيا، قال تعالى: { تِلْكَ الدَّارُ الْآخِرَةُ نَجْعَلُهَا لِلَّذِينَ لَا يُرِيدُونَ عُلُوًّا فِي الْأَرْضِ وَلَا فَسَادًا وَالْعَاقِبَةُ لِلْمُتَّقِينَ } وقال تعالى: { إِنَّهُ مَنْ يَتَّقِ وَيَصْبِرْ فَإِنَّ اللَّهَ لَا يُضِيعُ أَجْرَ الْمُحْسِنِينَ }
ولئن حوربتم وقتلتم وضربتم وشتمتم فلستم أفضل من رسل الله عليهم صلواته وسلامه وعليكم بالصبر والرفق فإن صاحب البدع والمعصية كالمريض يؤخذ بالرفق والحكمة، والرفق ما كان في شيء إلا زانه، ويعطي الله بالرفق ما لا يعطي على العنف ولا على غيره، واعلم أن النصر مع الصبر وأن الفرج مع الكرب وأن مع العسر يسرا، كما قال صلى الله عليه وسلم.
وإنني أسأل الله أن يبارك في دعوتكم وأن يجعلها سببا مباركا لنشر التوحيد في بلادكم، واحتسبوا عند الله أجركم واذكروا قوله صلى الله عليه وسلم لعلي «لأن يهدي الله بك رجلا واحدا خير لك من حمر النعم» وقوله صلى الله عليه وسلم: «من دعا إلى هدى كان له من الأجر مثل أجور من تبعه لا ينقص ذلك من أجورهم شيئا»
أخي الشيخ جميل الرحمن: إنكم لن تسعوا الناس بأموالكم ولكن تسعونهم بأخلاقكم، فالله الله في قومكم حاولوا كسب قلوبهم ومودتهم والتقرب إليهم بما يرضي الله سبحانه، ليقبلوا منكم ويأخذوا عنكم بحسن الخلق ورحابة الصدر.
وكونوا يدا واحدة على أعداء الله وأعدائكم حتى يكتب الله لكم النصر على عدوكم وعدوه فعسى أن يكون قريبا.
وفقنا الله وإياكم لكل خير وهدانا إلى امتثال أمره في بذل النصيحة للمسلمين; ولاتهم وعامتهم، ورزقنا الاستقامة على دينه والثبات على نهجه ونصرة دينه والدعوة إليه على بصيرة إنه ولي ذلك والقادر عليه، والسلام عليكم ورحمة الله وبركاته "
[مجموع فتاوى العلامة عبد العزيز بن باز 4/25]

## البيان الرسمي والوحيد الصادر عن الجماعة حول اغتيال الشيخ/ جميل الرحمن
الحمد لله والصلاة والسلام على رسول الله.. أما بعد: 
فبقلوب مطمئنة، ونفوس مسلّمة لأمر الله، وقضائه، تلقت جماعة الدعوة إلى القرآن والسنة ومن وراءها من إخوانهم العرب والعجم نبأ اغتيال أميرها (جميل الرحمن) وأجزل له المثوبة. 
فقبل ظهيرة يوم الجمعة 20/2/1412 وقفت سيارة بجوار مجمع جماعة الدعوة في باجور ونزل منها عربي حنطي السحنة، وبقي فيها أفغانيان.. 
ولما كانت جماعة الدعوة أكثر الجماعات ارتباطًا بالأحبة الأنصار العرب، وأشدها مودة بهم كان الشيخ قد أصدر أمرًا بعدم تفتيش العرب الذين يطلبون مقابلته.. وذلك احترامًا لهم، وتقديرًا لجهودهم، ولبعد الشبهة عنهم. 
وتقدم هذا العربي من الشيخ موهمًا معانقته، فإذا به يطلق عدة طلقات من مسدس على رأس الشيخ ليرديه قتيلاً، ثم ولى هاربًا باتجاه السيارة المنتظرة عند الباب.. فتبعه أحد الحرس فأطلق القاتل عليه طلقة أصابته في بطنه.. ثم تتابع عليه الحرس فأمطروه وابلاً من الرصاص أرداه قتيلاً. فلما سمعت السيارة إطلاق النار الغزير.. لاذت بالفرار.
ثم بعد تبين هوية القاتل أنه: 
كان يتسمى بعدة أسماء، من أشهرها عبد الله الرومي واسمه الحقيقي (أشرف بن أنور بن محمد النيلي). 
وأنه كان من المتعاونين مع الأحزاب الأفغانية العاملة على الساحة. وله مقالات في بعض مجلات الجهاد. وكان موغر الصدر مشحون القلب على أصحاب دعوة التوحيد.. شديد الحقد عليهم، سليط اللسان. 
وأن ما أشيع من أنه كان مضطرب النفس.. وأنه قتل نفسه وأننا برأنا إحدى الجهات، وغير ذلك من الإشاعات الكاذبة. إنما هي أخبار مغرضة عارية عن الصحة. أريد بها تمييع القضية ومن وراءها. 
وإن لدى (جماعة الدعوة) من الأدلة الشرعية ما يبطل دعاوي المتخرصين وبعضها بخط يد القاتل ولا يزال التحقيق جاريًا إلى ساعة كتابة هذا البيان وسنبين ذلك إن شاء الله عند اكتماله. 
وجماعة الدعوة وإن لم توجه الاتّهام الرسمي حتى الآن إلى أحد.. فإنّها تؤمن أن الجريمة لم تكن فردية.. وأنّها دبرت بليل.. وأن هذه اليد الآثمة كان وراءها من وراءها من الذين يكرهون الدعوة السلفية، ويكيدون لها وقد ساهم في قتله كل من تعرض لدعوة التوحيد.. أو للجماعة، أو للشيخ.. بالاتّهام أو إنذار أو شتم سواء كان بمقال أو خطبة أو كلام، وسواء كانوا من العرب أو من العجم حتى أوغروا صدره ودفعوه إلى هذه الجريمة المنكرة، وأن على هؤلاء جميعًا وزر هذا الحادث الأليم. 
ولقد خاب ظنّ من ظنّ، أن بدفعهم عربيًا لقتل الشيخ لإبعاد الشبهة عنهم.. وللإيقاع بيننا وبين أحبابنا العرب.. كيف! والعرب أحبابنا وأنصارنا بالمال والأنفس. 
ولولا الله ثم إخواننا العرب لما قامت كثير من المنظمات الجهادية ولذا فنحن نبرّئ كل العرب الشرفاء الذين وقفوا معنا، وأيدوا دعوتنا.. ونعلنها صريحة.. إننا لا نستغني عنهم بعد الله.
وإن هذه الحملة من أعداء الجهاد المبارك ضد إخواننا العرب فإنا نحمّل مسؤوليتها من دفع هذا العربي الجاهل إلى هذا الفعل الآثم. 
ويخطئ من يظن أن دعوة الرجوع إلى الكتاب والسنة على فهم سلفنا الصالح دعوة تتعلق بالرجال أو الأرض أو الديار، إنّهم يظنون دعوتنا دعوة الأنبياء مثل أحزابهم المبتدعة المتعلقة بالأشخاص.. إذا ماتوا ماتت.. 
وما جميل الرحمن عندنا إلا رجل داعية، قد خلتْ الدعاة من قبله، فإن مات أو قتل استبدلناه برجل آخر.. وحفظ دعوتنا من حقنا على ربنا.. {إنّا نحن نزّلنا الذّكر وإنّا له لحافظون }.
ولذلك فإن أولياء الشيخ (جميل الرحمن) وجماعة الدعوة لا يسمحون للناس، بنشر صور الشيخ ولا بوصفه بالشهيد، فالله أعلم بمن يكلم في سبيله، ولكننا ندعو الله له بالرحمة والشهادة وأن يتقبل عمله، ويجعله في جنان فردوسه. وسوف يتحمل المخالفون لهذا مسؤوليتهم القضائية. 
وإتباعًا لسنة سلفنا الصالح.. فقد تم اختيار الشيخ (سميع الله) أميرًا للجماعة قبل دفن الشيخ. 
وجماعة الدعوة إذ تعلن هذا تعلن أن هذا هو البيان الوحيد الرسمي الذي صدر عنها بخصوص اغتيال الشيخ. 
وختامًا فإننا نتوجه بالشكر والدعاء لكل من واسانا في مصيبتنا. وندعو الله أن يتغمد فقيدنا برحمته، ويسكنه فسيح جنانه، وأن يعلي كلمته، ويرفع راية التوحيد، راية سلفنا الصالح، وآخر دعوانا أن الحمد لله رب العالمين.
أسماء بعض الشباب العرب السلفيين الذين ناصروا الدعوة السلفية لدعوة الشيخ جميل الرحمن:
على رأسهم ومقدمتهم أبو الحارث سراج الزهراني وهو الذراع الأيمن وناصر الدعوة السلفية في كونر، أبو عبد الله الدمامي إياد المحطابي، أبو عبد الله المكي، أبو طالب المدني، أبو عبد الله الجهني محمد الدبيسي، أبو الزبير المكي عبد الله الحازمي الحربي، أبو ظفار العماني (قتل في سقوط كونر من حزب حكمتيار) أبو عبد المصور الجزائري (قتل في سقوط كونر) أبو الوليد المكي، فوزي الحربي، أبو عبد الله الحائلي ماجد المليحان التميمي، أبو أسامة الجزائري أحمد القواسمي، أبو النماري الفلسطيني نمر حسني، أبو عاصم المقدسي، أبو عبد الرحمن الفيروزي عبد الكريم البعداني، أبو ناصر الراحل، أبو عمر الداودي.